# Kevin Schläpfer
Kevin Schläpfer (* 24. November 1969 in Basel) ist ein ehemaliger Schweizer Eishockeyspieler, der unter anderem mit dem HC Lugano die Schweizer Meisterschaft gewann. Sein Sohn Elvis Schläpfer ist ebenfalls Eishockeyspieler. 

## Spielerkarriere
Kevin Schläpfer begann seine Karriere als Eishockeyspieler im Nachwuchsbereich von Zunzgen-Sissach. Anschliessend war er von 1986 bis 1988 für den EHC Basel in der Nationalliga B aktiv, ehe er bis 1992 je zwei Spielzeiten lang für den HC Lugano und den EV Zug in der Nationalliga A auflief. Mit Lugano wurde er in der Saison 1989/90 zum ersten und einzigen Mal in seiner Laufbahn Schweizer Meister. Vor der Saison 1992/93 unterschrieb der Angreifer beim NLB-Club EHC Olten, mit dem ihm auf Anhieb der Aufstieg in die NLA gelang.
Nachdem er mit seiner Mannschaft den direkten Wiederabstieg nicht verhindern konnte, schloss er sich nach einem weiteren Jahr in der NLB dem HC Lausanne an, mit dem er in der Saison 1995/96 in der NLA spielte. Nach nur einer Spielzeit verliess der Schweizer das Team bereits wieder und lief bis zu seinem Karriereende 2006 ausschliesslich in der NLB für die SCL Tigers, den EHC Chur, EHC Biel und den SC Langenthal auf. Mit den Bielern gewann er in der Saison 2003/04 die Meisterschaft der Nationalliga B. 2006 beendete er seine Spielerlaufbahn.

## Trainer- und Funktionärskarriere
Im Anschluss an sein Karriereende als Spieler übernahm Schläpfer 2006 beim EHC Biel das Amt des Sportchefs. In dieser Position hatte er großen Anteil, dass der EHC 2008 in die NLA aufstieg. Er sprang während seiner Amtszeit zweimal (2009 und 2010) als Interimstrainer ein. Zur Saison 2010/11 wurde er zum Cheftrainer des EHC ernannt. Er führte die Bieler drei Mal, 2012, 2013 und 2015, in die Playoffs. In der Saison 2015/16 drohte Biel unter Schläpfers Leitung der Gang in die Ligaqualifikation: Die Relegation fiel jedoch aus, da der HC Ajoie als Meister der NLB auf die Teilnahme an der Ligaqualifikation verzichtete. Im November 2016 wurde er im Anschluss an eine Serie von neun Niederlagen aus zehn Partien entlassen. Aufgrund seiner Verdienste genoss er in Biel bei der Anhängerschaft grosses Ansehen, in den Medienberichten anlässlich seiner Entlassung wurde er als «Kult-Coach», «Identifikationsfigur» und «Hockey-Gott» tituliert. Zum 24. Oktober 2017 gab der EHC Kloten die Verpflichtung Kevin Schläpfers mit Vertragslaufzeit bis zum Saisonende 2019/20 bekannt. Er blieb lediglich bis Anfang April 2018 im Amt, als er vom akut abstiegsbedrohten EHC aufgrund der sportlichen Lage beurlaubt wurde.
Anfang März 2019 gab der SC Langenthal Schläpfers Verpflichtung als Sportlicher Leiter mit Beginn der Saison 2019/20 bekannt. Aktuell ist Schläpfer als Sportchef beim EHC Basel tätig.

## Erfolge und Auszeichnungen
- 1990 Schweizer Meister mit dem HC Lugano
- 1993 Aufstieg in die Nationalliga A mit dem EHC Olten
- 1998 Aufstieg in die Nationalliga A mit dem SC Langnau
- 2004 Meister der Nationalliga B mit dem EHC Biel
- 2008 Aufstieg in die National League A mit dem EHC Biel (als Sportchef)
- 2012 Baselbieter Sportpreis[12]

## Karrierestatistik
(Legende zur Spielerstatistik: Sp oder GP = absolvierte Spiele; T oder G = erzielte Tore; V oder A = erzielte Assists; Pkt oder Pts = erzielte Scorerpunkte; SM oder PIM = erhaltene Strafminuten; +/− = Plus/Minus-Bilanz; PP = erzielte Überzahltore; SH = erzielte Unterzahltore; GW = erzielte Siegtore; 1 Play-downs/Relegation; Kursiv: Statistik nicht vollständig)